# Leanne Smith
Leanne Smith (North Conway, 28 maggio 1987) è un'ex sciatrice alpina statunitense, vincitrice della Nor-Am Cup 2007.

## Biografia

### Stagioni 2003-2010
La Smith ha esordito in gare FIS partecipando, il 19 dicembre 2002, a uno slalom gigante disputato a Sunday River, senza portarlo a termine; il 20 novembre 2004 a Winter Park ha debuttato in Nor-Am Cup, senza concludere la seconda manche dello slalom speciale in programma. L'11 dicembre 2006 ha colto a Panorama il suo primo podio in Nor-Am Cup, piazzandosi 2ª in supergigante, e il 16 gennaio 2007 a Sankt Moritz ha esordito in Coppa Europa, chiudendo 42ª nella medesima specialità. Il 9 febbraio successivo ha vinto a Big Mountain la sua prima gara in Nor-Am Cup, ancora un supergigante, e ha chiuso la stagione con la vittoria nella classifica generale della manifestazione continentale.
In Coppa del Mondo ha esordito il 1º dicembre 2007 giungendo 23ª nella discesa libera tenutasi a Lake Louise; il 15 gennaio 2010 ha ottenuto il primo successo (nonché primo podio) in Coppa Europa, vincendo la discesa libera di Caspoggio, e nella stessa stagione ha partecipato ai XXI Giochi olimpici invernali di Vancouver 2010, sua prima presenza olimpica, piazzandosi 18ª nel supergigante e 21ª nella supercombinata.

### Stagioni 2011-2017
A Garmisch-Partenkirchen 2011, suo debutto iridato, è stata 19ª nel supergigante e non ha concluso discesa libera e supercombinata. Il 14 dicembre 2012 ha conquistato il primo podio in Coppa del Mondo nella discesa libera di Val-d'Isère, piazzandosi 2ª alle spalle della svizzera Lara Gut. Il 19 gennaio 2013 ha colto a Cortina d'Ampezzo in discesa libera il suo secondo e ultimo podio nel circuito (3ª). In seguito ha preso parte ai suoi ultimi Mondiali, Schladming 2013 (12ª nella discesa libera, 16ª nel supergigante, non ha concluso la supercombinata), e ai XXII Giochi olimpici invernali di Soči 2014, suo congedo olimpico (18ª nel supergigante, non ha concluso la supercombinata).

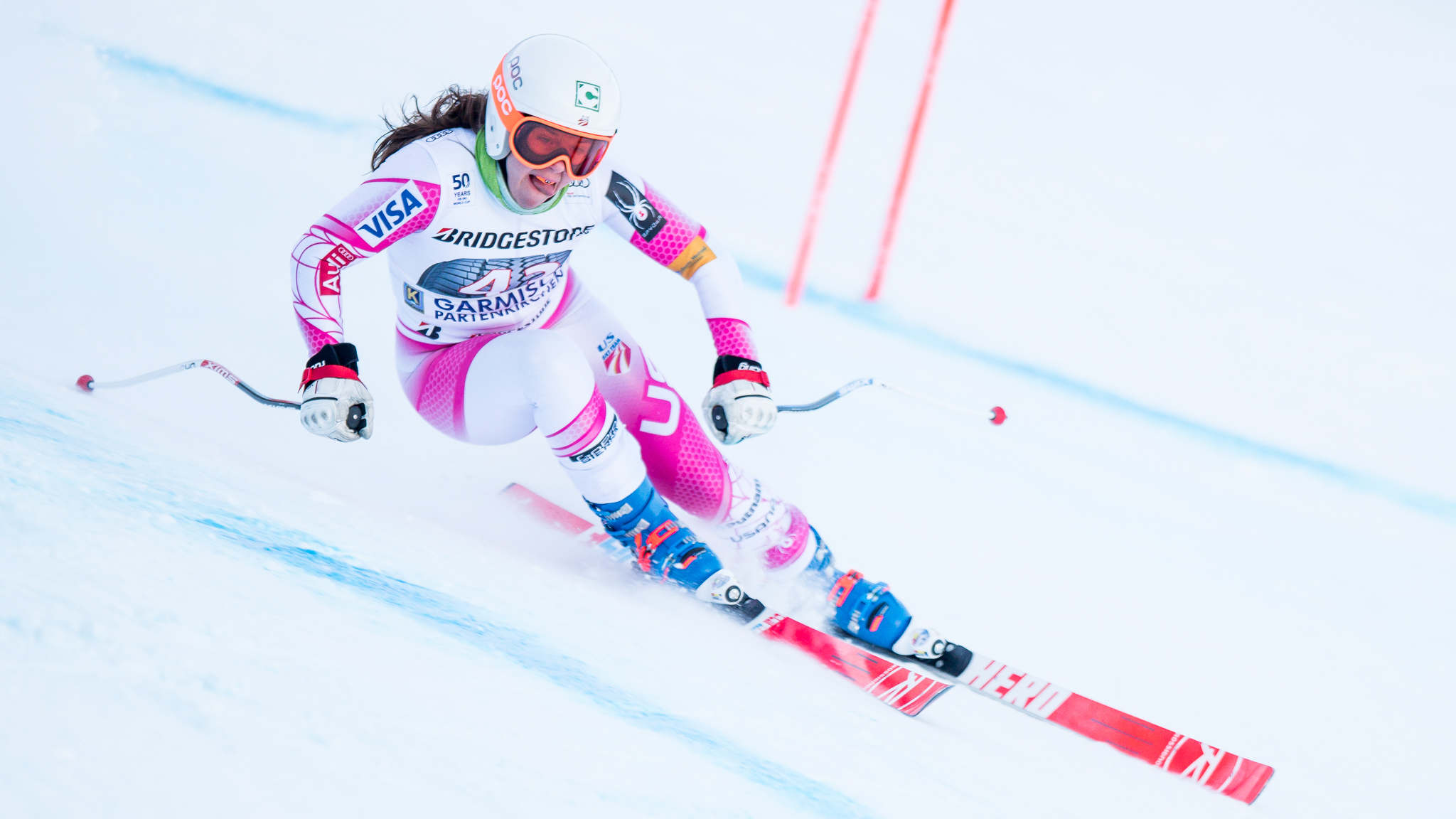
Leanne Smith in gara a Garmisch-Partenkirchen nel 2017

Si è ritirata al termine della stagione 2016-2017; la sua ultima gara in Coppa del Mondo è stata il supergigante disputato a Cortina d'Ampezzo il 29 gennaio, chiuso al 45º posto, mentre ha l'ultima gara in carriera è stato il supergigante dei Campionati statunitensi 2017, a Sugarloaf il 25 marzo successivo, chiuso dalla Smith al 12º posto.

## Palmarès

### Coppa del Mondo
- Miglior piazzamento in classifica generale: 25ª nel 2013
- 2 podi:
  - 1 secondo posto
  - 1 terzo posto

### Coppa Europa
- Miglior piazzamento in classifica generale: 57ª nel 2010
- 1 podio:
  - 1 vittoria

#### Coppa Europa - vittorie
| Data           | Località  | Paese  | Specialità |
| -------------- | --------- | ------ | ---------- |
| 5 gennaio 2010 | Caspoggio | Italia | DH         |

Legenda:

DH = discesa libera

### Nor-Am Cup
- Vincitrice della Nor-Am Cup nel 2007
- Vincitrice della classifica di supergigante nel 2007
- 10 podi (1 in discesa libera, 5 in supergigante, 3 in slalom gigante, 1 in supercombinata):
  - 2 vittorie
  - 6 secondi posti
  - 2 terzi posti

#### Nor-Am Cup - vittorie
| Data             | Località     | Paese       | Specialità |
| ---------------- | ------------ | ----------- | ---------- |
| 9 febbraio 2007  | Big Mountain | Stati Uniti | SG         |
| 11 dicembre 2007 | Panorama     | Canada      | SG         |

Legenda:

SG = supergigante

### South American Cup
- Miglior piazzamento in classifica generale: 18ª nel 2006
- 1 podio:
  - 1 terzo posto

### Campionati statunitensi
- 5 medaglie[1][2]:
  - 1 oro (discesa libera nel 2010)
  - 3 argenti (supergigante nel 2008; supergigante nel 2011; supergigante nel 2012)
  - 1 bronzo (slalom gigante nel 2010)